# جان کارمک
جان کارمک (انگلیسی: John Carmack) (زادهٔ ۲۰ آگست ۱۹۷۰) یک برنامه‌نویس کامپیوتر، برنامه‌نویس بازی ویدئویی، و مهندس هوافضا اهل آمریکا و بنیان‌گذار شرکت بازی‌سازی اید سافت‌ویر است. کارمک برنامه‌نویس اصلی بازی‌های اید سافت‌ویر از جمله فرمانده کین, ولفنشتاین سه‌بعدی، دوم، سری بازی‌های لرزش، ریج و دنباله‌های آن‌ها بود. از دلایل اصلی شهرت کارمک، نوآوری‌های او در زمینهٔ گرافیک سه‌بعدی است. او همچنین به موشکها علاقه‌مند است و شرکت هوافضای آرمادیلو را تأسیس کرده‌است. در آگست ۲۰۱۳، کارمک مدیر ارشد فناوری شرکت آکیولوس وی‌آر شد تا بر روی آکیولوس ریفت و توسعه آن کار کند.